# مغامرة مخططات بروس بارتينجتون
مغامرة مخططات بروس بارتينجتون (بالإنجليزية: The Adventure of the Bruce-Partington Plans)‏ واحدة من 56 قصة قصيرة لــ شرلوك هولمز من تأليف السير آرثر كونان دويل. وهي واحدة من ثمانية قصص قصيرة من سلسلة قوسه الأخير: بعض ذكريات شيرلوك هولمز، نشرت القصة في عام 1908.

## الترجمة العربية
- مغامرة مخططات بروس بارتينجتون - مؤسسة هنداوي، ترجمة زينب عاطف ومراجعة محمد فتحي خضر.[2]
- سر الغواصة - الدار العالمية للنشر والتوزيع[3] ومكتبة مدبولي.[4]